# Дуктус

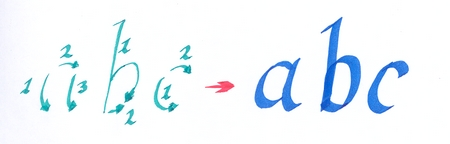
Дуктус почерку

Ду́ктус, також Дукт (від лат. ducere — керувати, спрямовувати) — багатозначний термін, який стосується характеру письма, мовлення, почерку чи стилістики висловлювання.
У лінгвістиці дуктус — це певна характеристика письма або усного мовлення.
У почерку він означає напрямок руху руки, що пише, і позначає стиль письма, характеристику особистого почерку.
У мовленні дуктус стосується вираження того, що говориться або пишеться, і позначає стиль мовлення, характеристику особистої мови, манеру говорити, розмовляти, писати.
У мовленні дуктус відноситься до стилістичних елементів, таких як вибір слів і структура речень, а також будь-яких діалектних впливів або їхньої відсутність. Дуктус також включає вимову, інтонацію та інші лінгвістичні характеристики (просодію) мови.
За дуктусом можна впізнати людину.